# Tlawong
Tlawong is een bestuurslaag in het regentschap Boyolali van de provincie Midden-Java, Indonesië. Tlawong telt 2021 inwoners (volkstelling 2010).